# کومینترن (آدیغیه)
کومینترن (به لاتین: Komintern) یک منطقهٔ مسکونی در روسیه است که در آدیغیه واقع شده‌است.